# 大ぼら一代
『大ぼら一代』（おおぼらいちだい）は、本宮ひろ志による日本の漫画。『週刊少年ジャンプ』（集英社）において、1973年37号から1975年28号まで連載された。

## 登場人物

### 丹波家
山岡 太郎字/丹波 太郎字（やまおか たろうじ/たんば たろうじ）
本作の主人公。丹波家に入るまで、母方の山岡姓を名乗っていた。
山岡 千代（やまおか ちよ）
太郎字の母。
丹波 三郎（たんば さぶろう）
太郎字の父。

## 書誌情報
- 本宮ひろ志『大ぼら一代』集英社〈ジャンプ・コミックス〉、全11巻
  1. 「大ぼら大作戦の巻」1975年1月10日発売
  2. 「大ぼら同盟の巻」1975年2月10日発売
  3. 「千の目の大うずの巻」1975年4月10日発売
  4. 「予言書出現の巻」1975年6月10日発売
  5. 「太郎字始動すの巻」1975年8月9日発売
  6. 「風雲急をつげるの巻」1975年10月9日発売
  7. 「開戦！光川の巻」1975年12月10日発売
  8. 「伝説の人・島村万次郎の巻」1976年1月10発売
  9. 「太郎字・万次郎決裂す!の巻」1976年3月10発売
  10. 「決起する決逆児の巻」1976年7月10日発売
  11. 「太陽がのぼるときの巻」1976年11月10日発売